# エル・エコノミスタ
『エル・エコノミスタ』（スペイン語: El Economista）は、スペイン・マドリードに本部を置くスペイン語の新聞。日刊紙であり経済紙である。紙名はスペイン語で「エコノミスト」を意味する。発行元はエコプレンサ出版株式会社。2011年の発行部数は約23,000部であり、スペインの経済紙としては3番目の規模だった。

## 歴史
2006年2月28日に『エル・エコノミスタ』が創刊された。スペインで4番目の日刊経済紙である。設立者はアルフォンソ・デ・サラス、フアン・ゴンサレス、グレゴリオ・ペナの3人であり、日刊一般紙である『エル・ムンド』に携わっていた人物である。

## 特徴
経済紙では一般的にピンク色の新聞紙が用いられるが、『エル・エコノミスタ』は白色の新聞紙を用いている。紙面はフルカラーであり、平日は36ページ、休日は64ページで構成される。2006年3月31日には公式ウェブサイトが開設されたが、スペインの経済誌では初のことだった。
2006年にはニュースデザイン協会によって「世界で最も優れたデザインの新聞」に選ばれた。2006-07年度には世界新聞協会によって「世界の優れたデザインの新聞10紙」に選ばれた。